# Переходница
Переходница — река в России, протекает в Мурашинском районе Кировской области. Устье реки находится в 124 км по правому берегу реки Великой. Длина реки составляет 28 км, площадь водосборного бассейна 140 км².
Исток реки в лесах в 10 км к западу от города Мураши. Река течёт на юго-восток, протекает близ деревни Белозёрье в трёх километрах юго-западнее города Мураши. Притоки — Большуха (левый), Пасная (правый). Впадает в Великую в посёлке Пахарь.

## Данные водного реестра
По данным государственного водного реестра России относится к Камскому бассейновому округу, водохозяйственный участок реки — Вятка от города Киров до города Котельнич, речной подбассейн реки — Вятка. Речной бассейн реки — Кама.
По данным геоинформационной системы водохозяйственного районирования территории РФ, подготовленной Федеральным агентством водных ресурсов:
- Код водного объекта в государственном водном реестре — 10010300312111100034228
- Код по гидрологической изученности (ГИ) — 111103422
- Код бассейна — 10.01.03.003
- Номер тома по ГИ — 11
- Выпуск по ГИ — 1